# Kofunperiode
De Kofunperiode (Japans: 古墳時代, Kofun-jidai) is de periode in de Japanse geschiedenis tussen circa 300 en circa 538. Het is genoemd naar de grafheuvels die de meest in het oog springende aspect van de cultuur vormen. Historisch gezien komt het overeen met de opkomst van de Yamato-staat. De Kofunperiode maakt samen met de daaropvolgende Asukaperiode (538 tot 710) onderdeel uit van de overkoepelende Yamatoperiode.
De cultuur begint in de regio Kinki (het oude Japanse hoofdstedelijke gebied rond Kioto en Osaka), maar breidde zich later uit tot in Kyushu en de regio Kanto (het gebied rond Tokio). Het is gebaseerd op de oudere Yayoicultuur, maar met nieuwe, vanuit het vasteland (Korea) overgenomen elementen. Naast de grafheuvels zijn de zwaar bewapende ruitertroepen nieuw. De opkomst van de grafheuvels geeft aan dat de Kofunsamenleving sterk aristocratisch was, veel minder egalitair dan de Yayoiperiode.

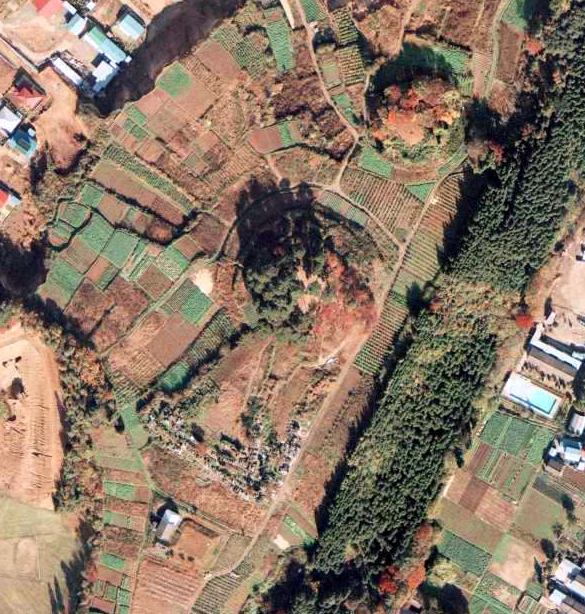
Raijin-yama kofun, 1975

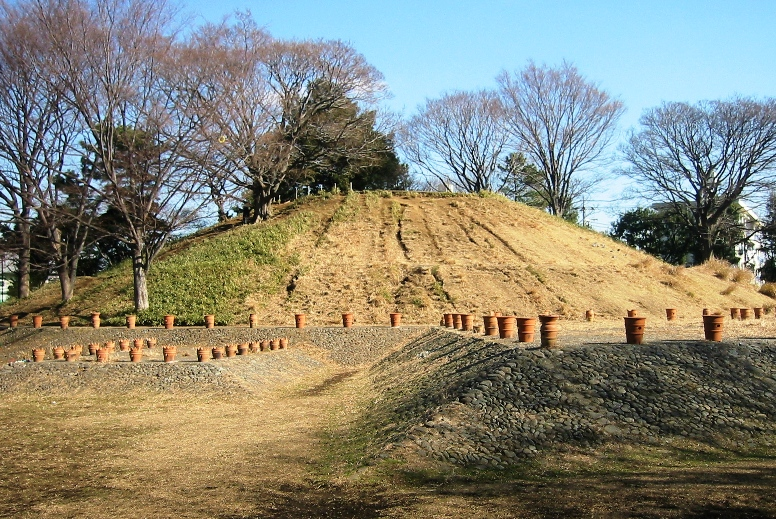
Kofun-grafheuvel

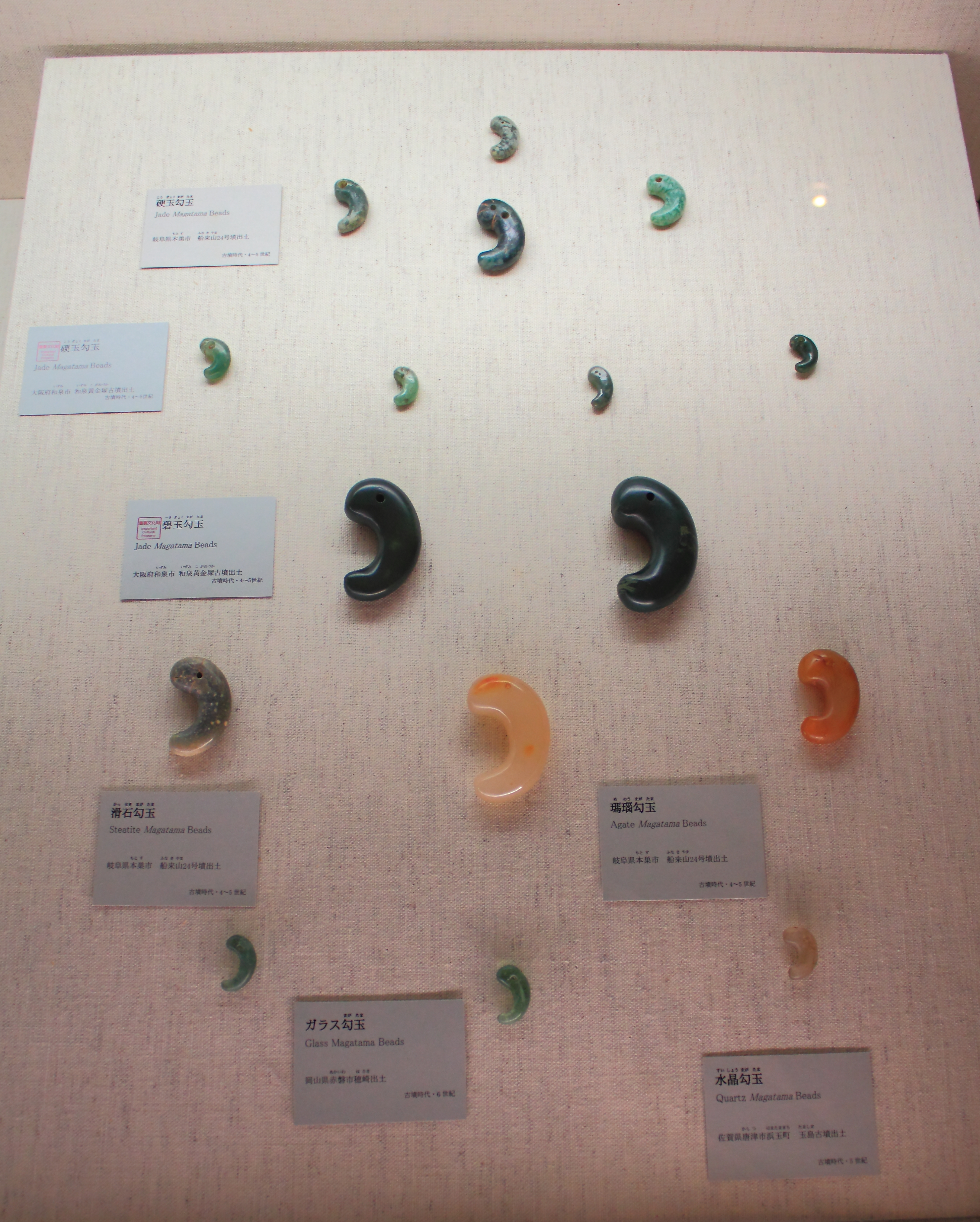
Magatamas uit de Kofunperiode

De grafheuvels groeien in verloop van tijd. De grootste, traditioneel toegeschreven aan keizer Nintoku, is sleutelgatvormig, 486 meter lang en bijna 40 meter hoog, omringd door drie grachten. Een tweede grote grafheuvel wordt toegeschreven aan keizer Ojin. Beide stammen vermoedelijk uit het begin van de 5e eeuw.
Rond de heuvels werden kleifiguren (埴輪, haniwa) begraven van onder meer boten, gebouwen en mensen, die archeologen een beeld geven van het dagelijks leven uit de tijd. Grafgiften bestonden aanvankelijk uit bronzen spiegels, lokale voorwerpen en magatama (kommavormige kralen), later uit ijzeren wapens, ruiteruitrustingen en Koreaanse import.
Met de introductie van het boeddhisme rond 538 kwam er een eind aan de Kofunperiode.